# 瘦豹蛛
瘦豹蛛（学名：Pardosa atropos）为狼蛛科豹蛛属的动物。分布于日本、朝鲜以及中国大陆的四川、香港等地。该物种的模式产地在日本。